# Copiapó (província)
A Província de Copiapó é uma província do Chile localizada na região de Atacama. Possui uma área de 32.538,5 km² e uma população de 155.713 habitantes (2002). Sua capital é a cidade de Copiapó. 

## Comunas
A província está dividida em 3 comunas: 
- Copiapó
- Caldera
- Tierra Amarilla